# 안드레 (2001년생 축구 선수)
안드레 트린다데 다 코스타 네투 (André Trindade da Costa Neto, 2001년 7월 16일 ~ )는 브라질의 축구 선수이며, 울버햄프턴 원더러스에서 수비형 미드필더로 뛰고 있다.